# Eurydike (Gattin Amyntas’ III.)
Eurydike (altgriechisch Εὐρυδίκη Euridíkē; * um 410 v. Chr.; † zwischen 365 und 359 v. Chr.) war von etwa 390 bis 370 v. Chr. als Gattin des Amyntas III. eine Königin von Makedonien. Sie war die Mutter von drei makedonischen Königen, u. a. Philipp II., dem Vater Alexanders des Großen.

## Leben
Die um 410 v. Chr. geborene Eurydike entstammte als Enkelin des Arrhabaios I. von Lynkestis und Tochter des Sirras dem Königshaus von Lynkestis. Sie heiratete um 390 v. Chr. den von den Illyrern bedrohten makedonischen König Amyntas III., der durch diese Heiratsallianz wohl die Nordwest-Grenze seines Reichs sichern wollte. Amyntas III. war bereits mit einer Verwandten namens Gygaia verheiratet, die aber bald ihre Stellung als Hauptgemahlin an Eurydike verlor. Auch die drei Söhne der Gygaia wurden in der Thronfolge übergangen.
Eurydike gebar ihrem Gatten außer einer Tochter Eurynoë (oder Euryone) auch drei Söhne, die nacheinander ebenfalls den makedonischen Thron besteigen sollten: Alexander II., Perdikkas III. und Philipp II. Ihre Tochter Eurynoë wurde dem makedonischen Adligen Ptolemaios von Aloros zur Gemahlin gegeben.
Von Eurydike wird in den antiken Quellen das sehr negative Bild einer herrschsüchtigen und rücksichtslosen Frau gezeichnet. So liefert Iustinus einen unglaubwürdigen Bericht ihrer angeblicher Gräueltaten, wonach Eurydike nicht nur ihre beiden älteren Söhne beseitigen ließ, sondern auch ihren Gemahl ermorden wollte. Ptolemaios von Aloros sei nämlich ihr Liebhaber geworden, dem sie ihre Hand und die Herrschaft versprochen habe, wenn er ihren Gatten töten ließe. Doch habe Eurynoë diese Verschwörungsabsichten verraten, Amyntas III. aber Eurydike nach der Entdeckung ihres Komplotts aus Rücksicht auf ihre gemeinsamen Kinder verschont.
Als Amyntas III. 370 v. Chr. starb, wurde sein Sohn Alexander II. sein Nachfolger. Doch Ptolemaios von Aloros erhob sich gegen den neuen Herrscher, wobei Eurydike ihm angeblich behilflich war. Der zum Vermittler bestimmte thebanische Feldherr Pelopidas erreichte, dass Alexander II. die Herrschaft behielt. Ptolemaios von Aloros ließ Alexander II. jedoch bald beseitigen (369 v. Chr.). Eurydike soll diesen Mord an ihrem Sohn angestiftet haben. Jedenfalls ging sie danach eine Ehe mit Ptolemaios von Aloros ein.
Pausanias, ein Seitenverwandter des Königshauses der Argeaden, trat als Prätendent gegen den angeblich von Eurydike beherrschten Ptolemaios von Aloros auf und fiel an der Spitze einer hellenischen Söldnerarmee in Makedonien ein, wo er regen Zulauf fand. Ferner zog damals auch Pelopidas mit Söldnern heran. Daraufhin bat Eurydike um die Unterstützung des athenischen Strategen Iphikrates, der Pausanias verjagte und Ptolemaios von Aloros die Regentschaft als Vormund des noch minderjährigen Perdikkas (III.) verschaffte. Mit Pelopidas schloss Ptolemaios von Aloros einen Vergleich. Er wurde drei Jahre später (365 v. Chr.) auf Anstiften Perdikkas’ III. getötet.
Laut Plutarch soll Eurydike, als sie bereits in höherem Alter stand, versucht haben, lesen zu lernen. Unter der Regierung des Perdikkas III. dürfte sie gestorben sein. Später ließ Philipp II. eine Statue seiner Mutter im Heiligtum des Zeus zu Olympia aufstellen.